# Pacojó Delgado
Francisco José Delgado (Madrid, 8 de julio de 1968), más conocido como Pacojó Delgado, es un periodista radiofónico español especializado en deportes.

## Carrera periodística
Después de estudiar Ciencias de la Información en la Universidad Complutense de Madrid, ficha en 1988 por la Cadena SER, donde formó parte del equipo fundador del espacio deportivo nocturno El larguero junto a José Ramón de la Morena. Entre 1992 y 2007, fue conocido por su papel como director de Ser Deportivos. Entre 1995 y 2000, además, sustituyó a De la Morena al frente de la dirección de El larguero durante los fines de semana. 
Ha formado parte del equipo de enviados especiales de la Cadena SER en los Juegos Olímpicos de Barcelona, Atlanta, Sídney, Atenas y Pekín. 
Actualmente, es el narrador de baloncesto de la emisora del Grupo Prisa, siendo asimismo el director del espacio Hora 25 de los Deportes que la cadena emite cada tarde para toda España a las ocho y media, dentro del informativo nocturno de Àngels Barceló. Fue el encargado de transmitir la medalla de oro mundial de la selección española en el Campeonato Mundial de Baloncesto de 2006 y la medalla de plata europea en España.
Coordina, además, un programa de baloncesto que se emite en CadenaSER.com titulado Play Basket.
Ha escrito, junto a David Alonso, el libro Rompiendo límites: la gran aventura de El larguero, publicado en 2004. Ha sido premiado con la Antena de Plata en su etapa como director de Ser Deportivos en 2002.
También es conocido por ser entrevistado en 2020 por Marta Solano y en 2024 por Chechunumero1 y por ser miembro de Los Buenos, creado por ese último.